# Bombardier Regional Jet Expansion
Der Bombardier BRJX oder Bombardier Regional Jet eXpansion war ein Projekt für ein Kurzstreckenflugzeug für 80 bis 120 Passagiere, um den Trend hin zu größeren Regionalflugzeugen zu folgen. Das Projekt wurde jedoch zugunsten verlängerter Versionen des Bombardier CRJ eingestellt.
Im Gegensatz zu dessen 2+2-Sitzanordnung sollte der BRJX eine 2+3-Sitzanordnung erhalten, ebenso wie eine höhere Frachtkapazität, die Triebwerke wären vom Heck unter die Tragflächen gelegt worden; damit hätte man aber auch Airbus und Boeing mit ihren Modellen A318 und Boeing 717 bzw. Boeing 737-600 Konkurrenz gemacht. Dieses Risiko wollte Bombardier nicht eingehen und stoppte das Programm. Bombardiers Konkurrenten Embraer und Dornier hingegen entwickelten weiterhin ihre vergleichbaren Projekte, nämlich die Embraer E-Jets bzw. die Dornier-728-Familie, wobei letztgenanntes Projekt wegen einer Insolvenz nie über die ersten Belastungstests mit dem Prototyp hinauskam.
Das BRJX-Programm lebte aber später in Form des Bombardier CSeries wieder auf, ein Mittelstreckenjet für den Markt von 100 bis 149 Sitzplätzen. Die C-Serie wird in Montreal gebaut.